# Lijst van rijksmonumenten in Katwijk (gemeente)
De gemeente Katwijk telt 51 inschrijvingen in het rijksmonumentenregister. Hieronder een overzicht. 

## Katwijk aan Zee
De kern Katwijk aan Zee telt 17 inschrijvingen in het rijksmonumentenregister. Zie Lijst van rijksmonumenten in Katwijk aan Zee voor een overzicht.

## Katwijk aan den Rijn
De kern Katwijk aan den Rijn telt 24 inschrijvingen in het rijksmonumentenregister. Zie Lijst van rijksmonumenten in Katwijk aan den Rijn voor een overzicht.

## Katwijk-Noord
De kern Katwijk-Noord (voorheen onderdeel van Katwijk aan Zee) heeft geen inschrijvingen in het rijksmonumentenregister.

## Rijnsburg
De kern Rijnsburg telt 7 inschrijvingen in het rijksmonumentenregister.
| Object                                                      | Oorspronkelijke functie? | Bouwjaar            | Architect | Locatie                 | Coördinaten?                  | Nr.?   | Afbeelding                                                  |
| ----------------------------------------------------------- | ------------------------ | ------------------- | --------- | ----------------------- | ----------------------------- | ------ | ----------------------------------------------------------- |
| N. H. Kerk                                                  | Kerk en kerkonderdeel    | 1578                |           | Kerkstraat 32           | 52° 11' 22" NB, 4° 26' 36" OL | 33009  | Meer afbeeldingen                                           |
| Toren der N. H. Kerk                                        | Kerk en kerkonderdeel    | 12e eeuw            |           | Kerkstraat 32           | 52° 11' 22" NB, 4° 26' 35" OL | 33010  | Meer afbeeldingen                                           |
| Pand met gepleisterde topgevel                              | Boerderij                | 17e of 18e eeuw     |           | Moleneind 12            | 52° 11' 28" NB, 4° 26' 55" OL | 33011  | Meer afbeeldingen                                           |
| Pand met topgevel en ontlastingsbogen boven de vensters     | Boerderij                | 17e eeuw            |           | Moleneind 17            | 52° 11' 28" NB, 4° 26' 56" OL | 33012  | Meer afbeeldingen                                           |
| Museum Het Spinozahuis                                      | Onderwijs en wetenschap  | voor 1661           |           | Spinozalaan 29          | 52° 11' 29" NB, 4° 26' 14" OL | 33013  | Meer afbeeldingen                                           |
| Terrein waarin overblijfselen van vroegmiddeleeuws grafveld | Archeologisch monument   | vroege middeleeuwen |           | bij Kanaalpad Zuid-Oost | 52° 11' 42" NB, 4° 27' 4" OL  | 47135  | Terrein waarin overblijfselen van vroegmiddeleeuws grafveld |
| Boerderij en wagenschuur                                    | Boerderij                | 16e eeuw            |           | Moleneind 35            | 52° 11' 31" NB, 4° 26' 60" OL | 527054 | Meer afbeeldingen                                           |

## Valkenburg
De kern Valkenburg telt 3 inschrijvingen in het rijksmonumentenregister.
| Object                                                                            | Oorspronkelijke functie? | Bouwjaar                                         | Architect | Locatie                  | Coördinaten?                  | Nr.?  | Afbeelding                                                                        |
| --------------------------------------------------------------------------------- | ------------------------ | ------------------------------------------------ | --------- | ------------------------ | ----------------------------- | ----- | --------------------------------------------------------------------------------- |
| Boerderij "veldzicht"                                                             | Gebouw                   | tweede helft 18e eeuw                            |           | Voorschoterweg 52        | 52° 9' 48" NB, 4° 26' 44" OL  | 42169 | Meer afbeeldingen                                                                 |
| Terrein waarin overblijfselen van een zogenaamd castellum (Praetorium Agrippinae) | Archeologisch monument   | Romeinse Tijd (ca. 40 na Chr. – ca. 250 na Chr.) |           | Castelweg, zonder nummer | 52° 10' 50" NB, 4° 26' 1" OL  | 46140 | Terrein waarin overblijfselen van een zogenaamd castellum (Praetorium Agrippinae) |
| Terrein waarin overblijfselen van bewoning                                        | Archeologisch monument   | Romeinse Tijd                                    |           | De Woerd, zonder nummer  | 52° 10' 12" NB, 4° 26' 18" OL | 46141 | Upload foto                                                                       |

Alblasserdam ·
Albrandswaard ·
Alphen aan den Rijn ·
Barendrecht ·
Bodegraven-Reeuwijk ·
Capelle aan den IJssel ·
Delft ·
Den Haag ·
Dordrecht ·
Goeree-Overflakkee ·
Gorinchem ·
Gouda ·
Hardinxveld-Giessendam ·
Hendrik-Ido-Ambacht ·
Hillegom ·
Hoeksche Waard‎ ·
Kaag en Braassem ·
Katwijk ·
Krimpen aan den IJssel ·
Krimpenerwaard ·
Lansingerland ·
Leiden ·
Leiderdorp ·
Leidschendam-Voorburg ·
Lisse ·
Maassluis ·
Midden-Delfland ·
Molenlanden ·
Nieuwkoop ·
Nissewaard ·
Noordwijk ·
Oegstgeest ·
Papendrecht ·
Pijnacker-Nootdorp ·
Ridderkerk ·
Rijswijk ·
Rotterdam ·
Schiedam ·
Sliedrecht ·
Teylingen ·
Vlaardingen ·
Voorne aan Zee ·
Voorschoten ·
Waddinxveen ·
Wassenaar ·
Westland ·
Zoetermeer ·
Zoeterwoude ·
Zuidplas ·
Zwijndrecht